# Nikaragua na Letnich Igrzyskach Paraolimpijskich 2016
Nikaraguę na Letnich Igrzyskach Paraolimpijskich 2016 w Rio de Janeiro reprezentowało troje sportowców. Był to trzeci występ reprezentacji Nikaragui na igrzyskach paraolimpijskich (poprzednie miały miejsce w latach 2004 i 2012). 
Reprezentacja Nikaragui nie zdobyła medalu paraolimpijskiego. Chorążym reprezentacji podczas ceremonii otwarcia igrzysk był Gabriel Cuadra Holman.

## Wyniki

### Lekkoatletyka
Mężczyźni
| Zawodnik              | Konkurencja            | Finał    | Finał   | Źródło |
| Zawodnik              | Konkurencja            | Rezultat | Miejsce | Źródło |
| --------------------- | ---------------------- | -------- | ------- | ------ |
| Gabriel Cuadra Holman | bieg na 100 metrów T36 | 12,91    | 6       | [ 3 ]  |
| Gabriel Cuadra Holman | bieg na 400 metrów T36 | 58,50    | 6       | [ 4 ]  |
| Gabriel Cuadra Holman | bieg na 800 metrów T36 | 2:16,21  | 5       | [ 5 ]  |

Kobiety
| Zawodnik       | Konkurencja            | Eliminacje | Eliminacje | Finał    | Finał   | Źródło |
| Zawodnik       | Konkurencja            | Rezultat   | Miejsce    | Rezultat | Miejsce | Źródło |
| -------------- | ---------------------- | ---------- | ---------- | -------- | ------- | ------ |
| Jennifer Osejo | bieg na 100 metrów T37 | 18,18      | 6          | NQ       | NQ      | [ 6 ]  |

### Podnoszenie ciężarów
Mężczyźni
| Zawodnik         | Kategoria | Wynik    | Pozycja | Źródło |
| ---------------- | --------- | -------- | ------- | ------ |
| Fernando Acevedo | –72 kg    | 140,0 kg | 5       | [ 7 ]  |